# Zierknoten
Zierknoten ist die Bezeichnung für eine Gruppe von Knoten, die einem dekorativen Zweck dienen. Oft haben sie auch einen Gebrauchswert, in der Schifffahrt als Schifferknoten, in der Fischerei als Fischerknoten, als Kletterknoten, im Rettungswesen oder in der Textilherstellung.
In Knotenmustern, die oft als sogenannte „Keltische Knoten“ bezeichnet werden und typisch für die darstellende Kunst des frühen und hohen Mittelalters sind, tritt der Zierknoten früh auf.

## Beispiele

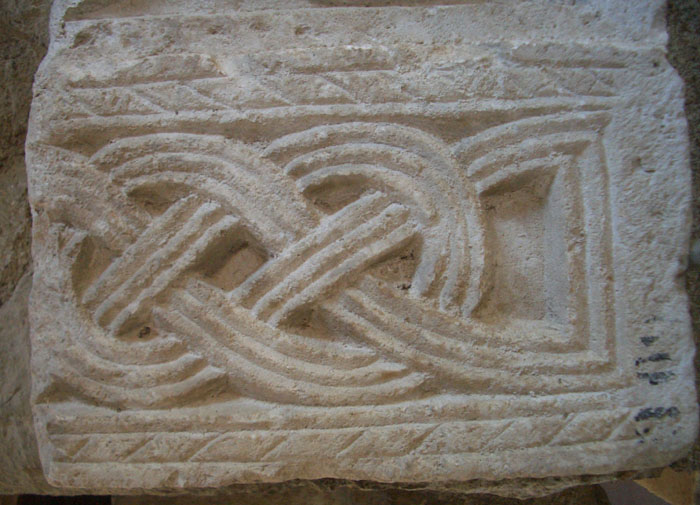
Spätantikes Flechtband aus Split, Dalmatien, in einem Knotenmuster. Es stellt den Trossenstek dar, der ein sehr guter Verbindungsknoten ist, mit dem sich zwei Seilenden verbinden lassen.
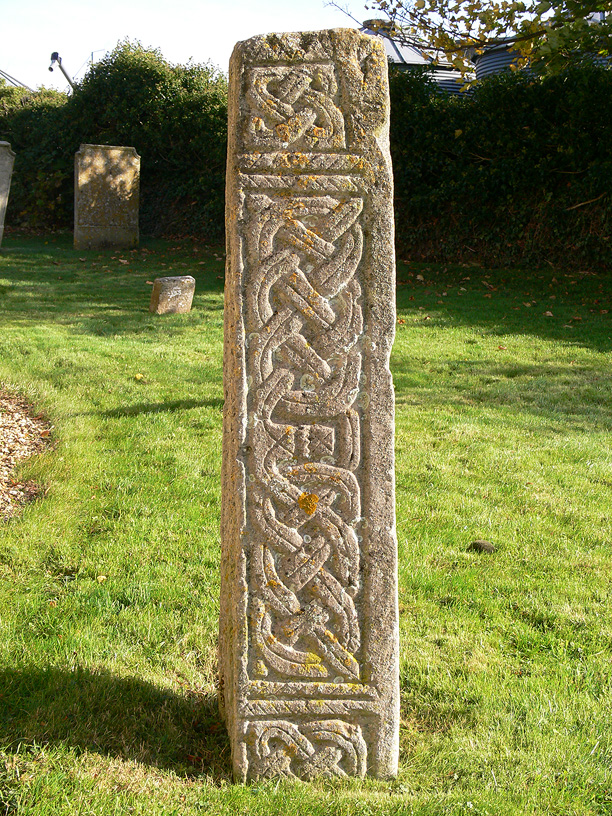
Zwei jeweils um ein Auge verlängerte Trossenknoten. Dieser Stein wurde gefunden, als man die alten Mauern der St Peter’s Kirche in Creeton, England abriss. Er ist vermutlich angel-sächsischen Ursprungs und aus dem 12. Jh.
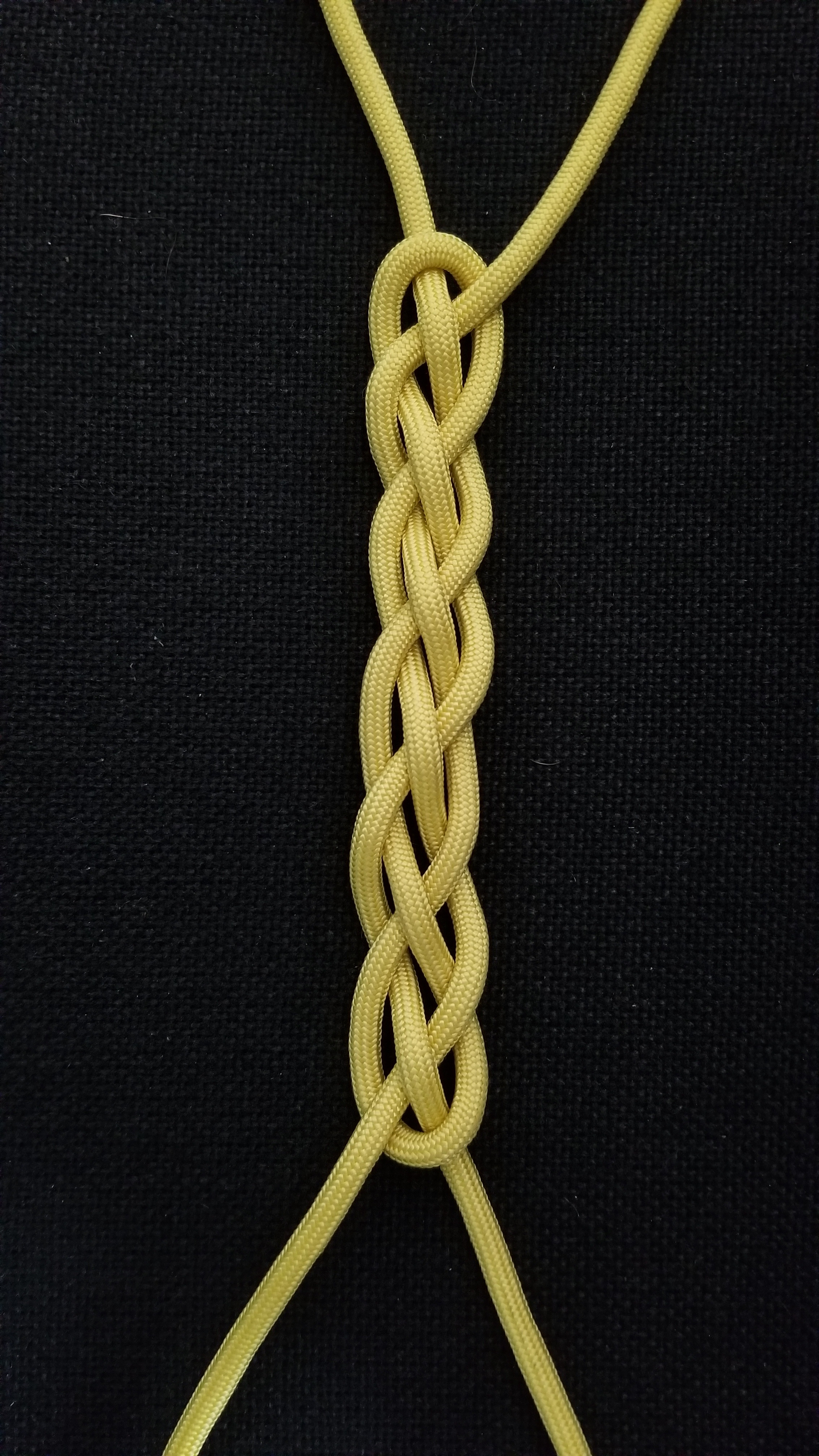
Ein um zwei Augen verlängerter Trossenknoten
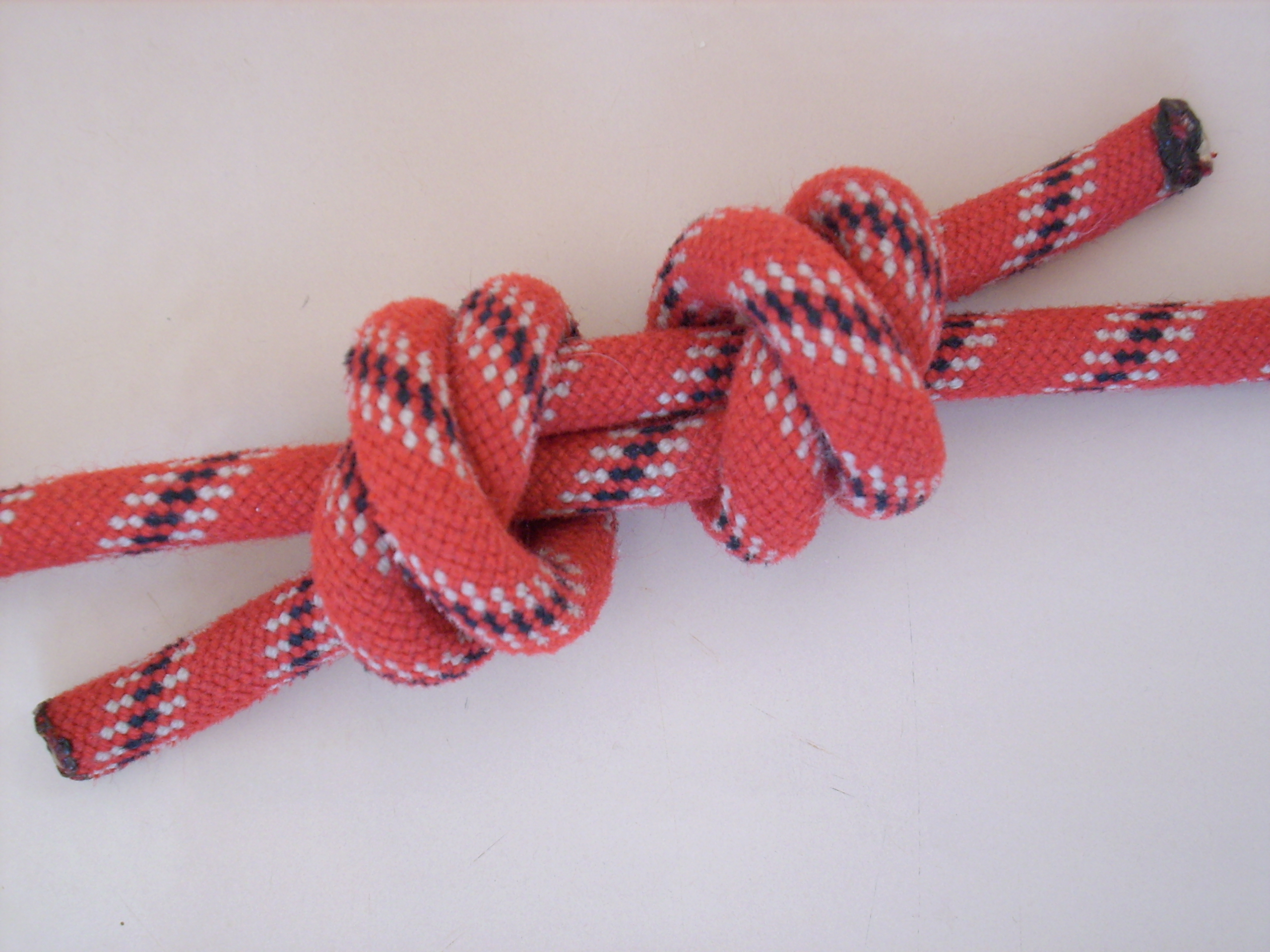
Als Fischerknoten hat der Doppelte Spierenstich den Ruf, stark gleitende Angelleinen oder nasse, schmutzige, rutschende Leinen sicher miteinander verbinden zu können.
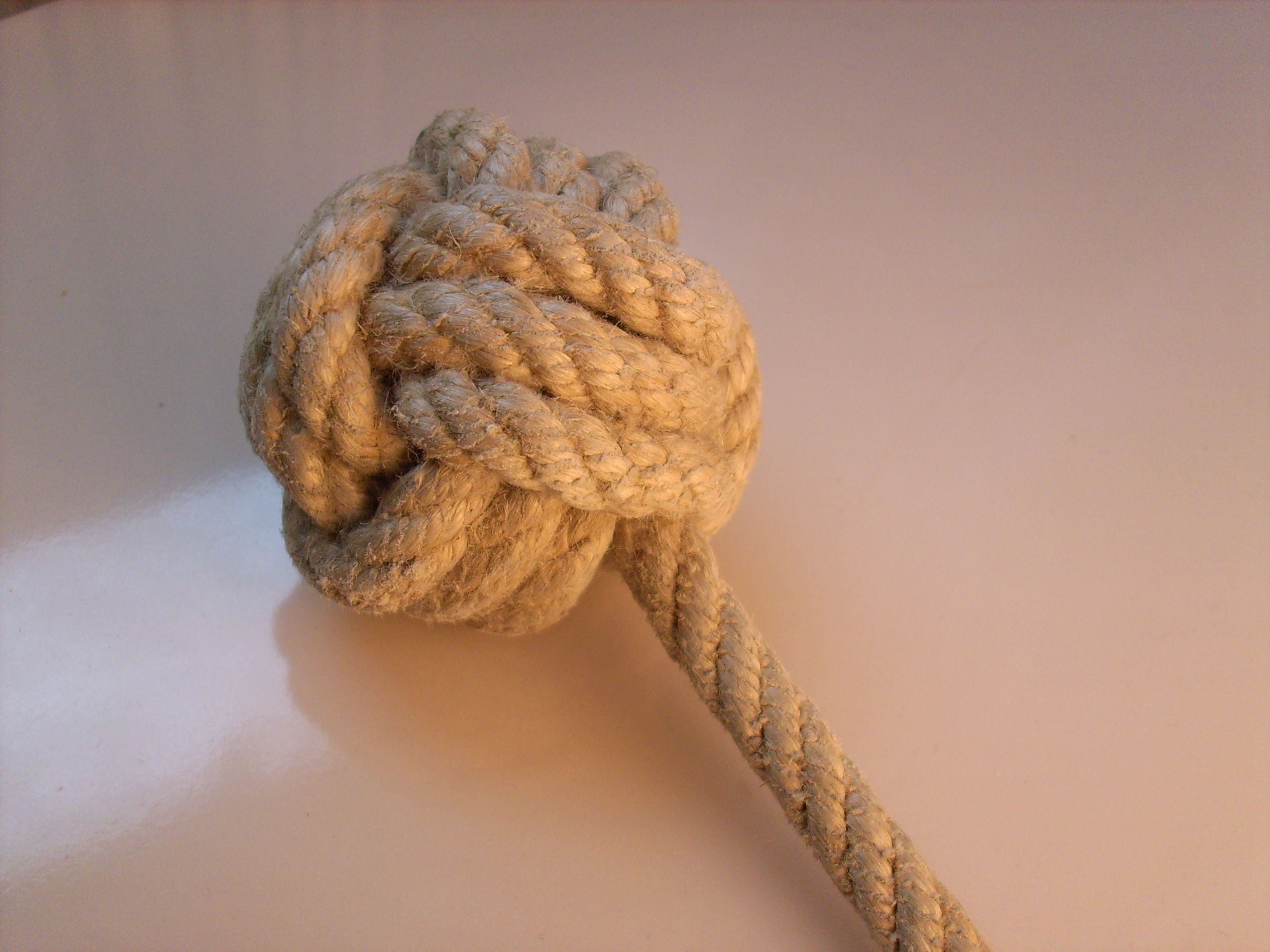
Die Affenfaust ist ein Knoten, der zum Beschweren des Endes einer Wurfleine dient. Beim Klettern kann die Affenfaust als Klemmsicherung eingesetzt werden, insbesondere dann, wenn die Verwendung von metallischen Klemmkeilen nicht möglich oder nicht gestattet ist (bspw. sind in der Sächsischen Schweiz metallische Klemmkeile verboten).
Der Achterknoten als Feuerwehrknoten zum Verbinden zweier Seile
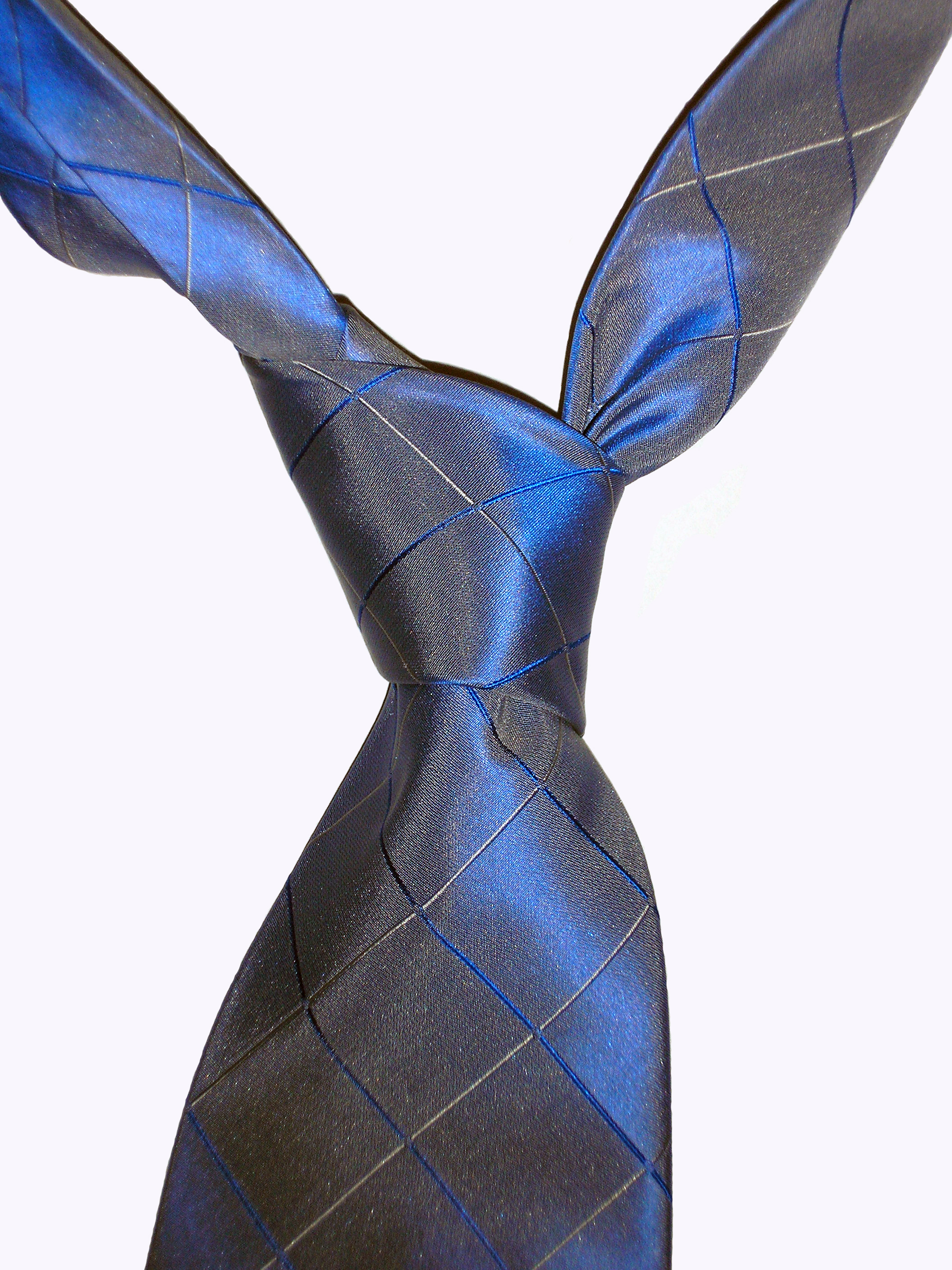
Der einfache Krawattenknoten ist eine Möglichkeit, die Schlaufe einer Krawatte zu binden, die für den mechanischen Halt am Hals sorgt.
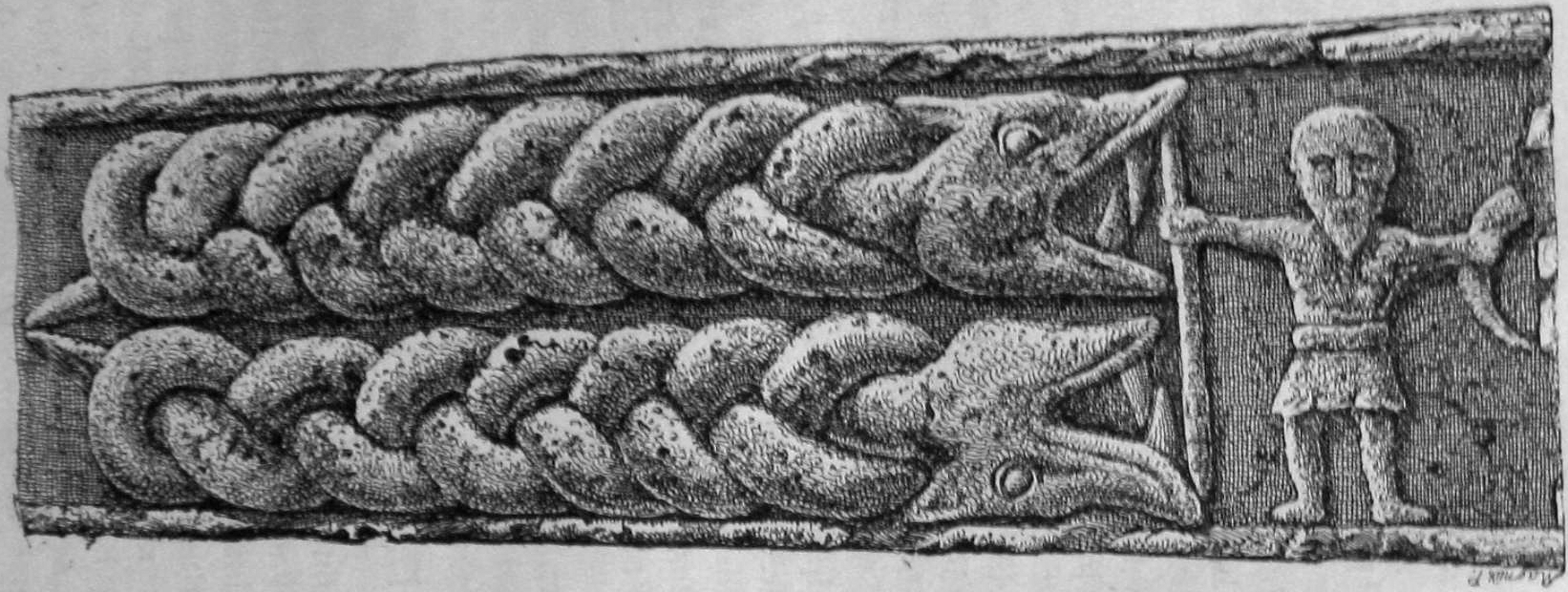
Ausschnitt aus dem Kreuz von Gosforth. Wahrscheinlich um 920/950 errichtet. Geflochtener Ein-Strang-Zopfknoten
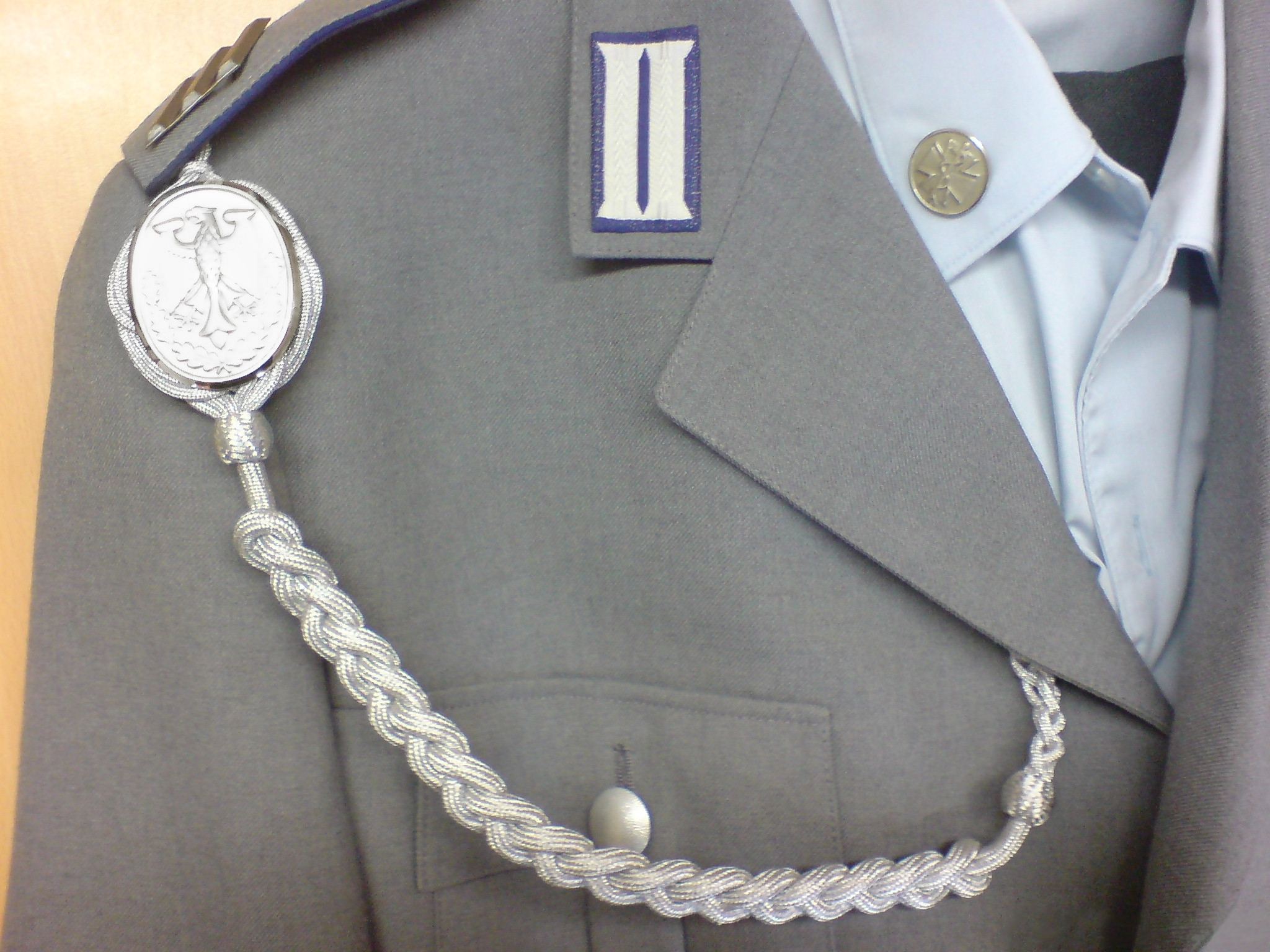
Eine Schützenschnur ist als geflochtene Litze (oder Zopf), ABoK #569[1] aus einem Strang gefertigt. Siehe auch Flachplatting.
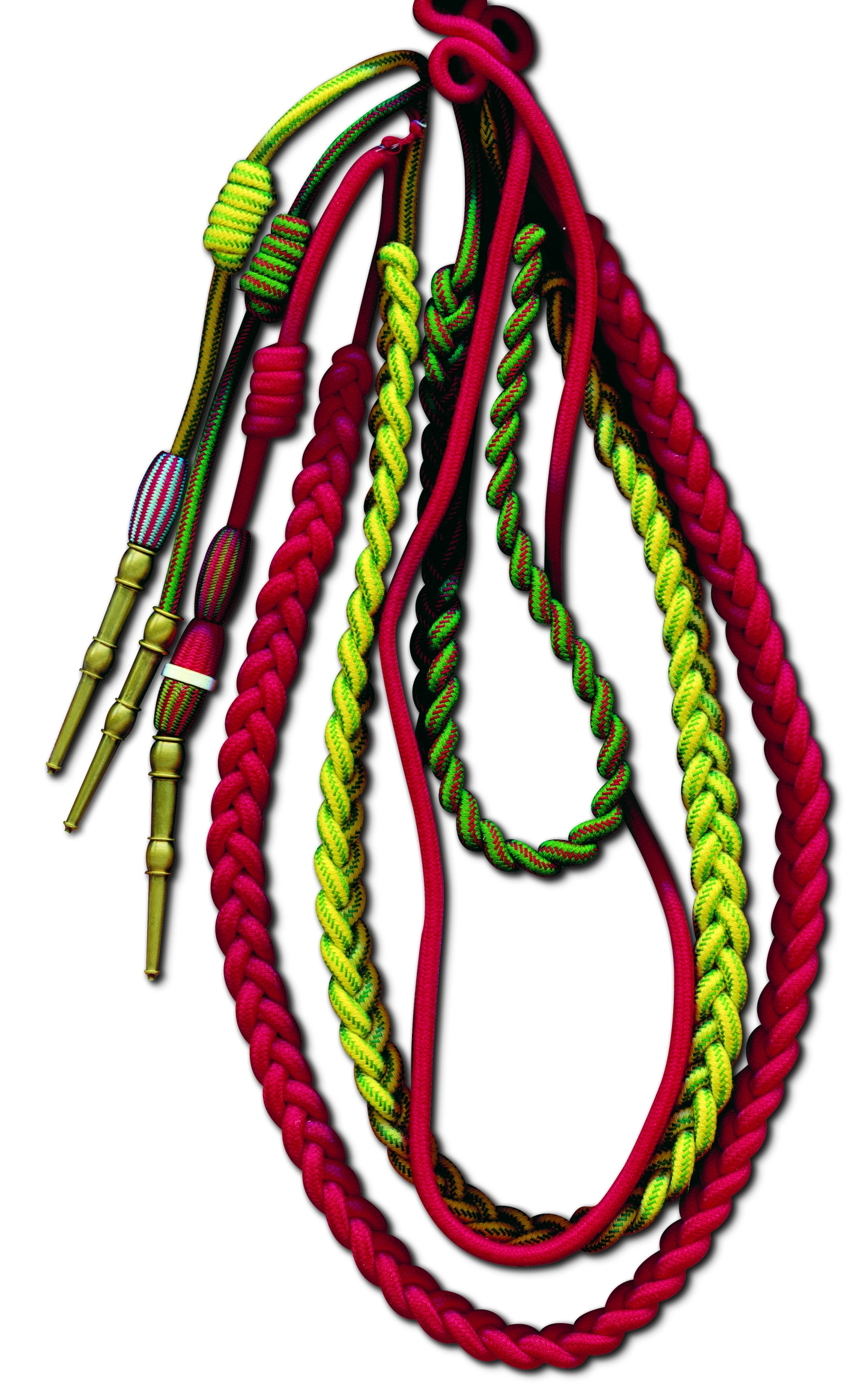
Fourragères des RICM[2] und des 3°REI
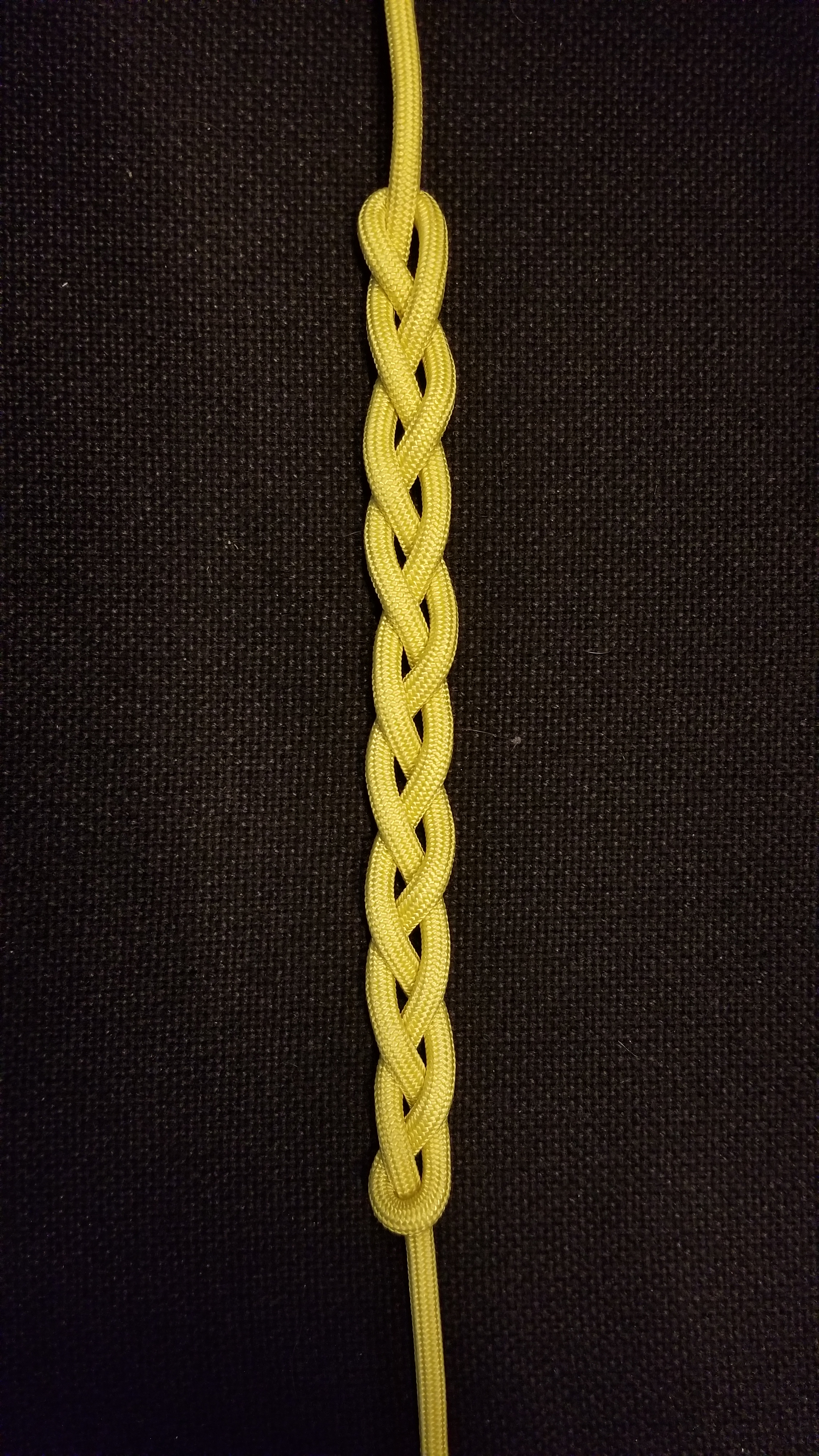
Ein-Strang-Zopfknoten. Auch Twistplatting genannt.
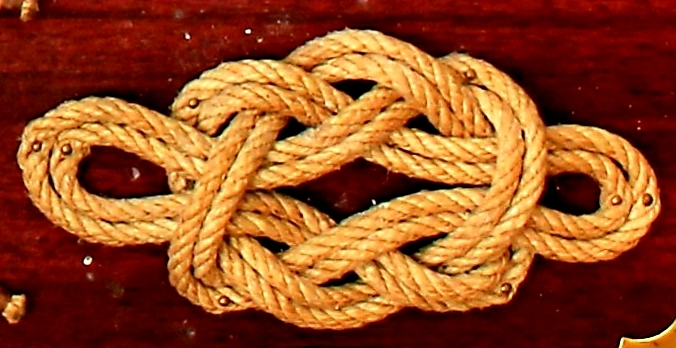
Japanischer Zopf
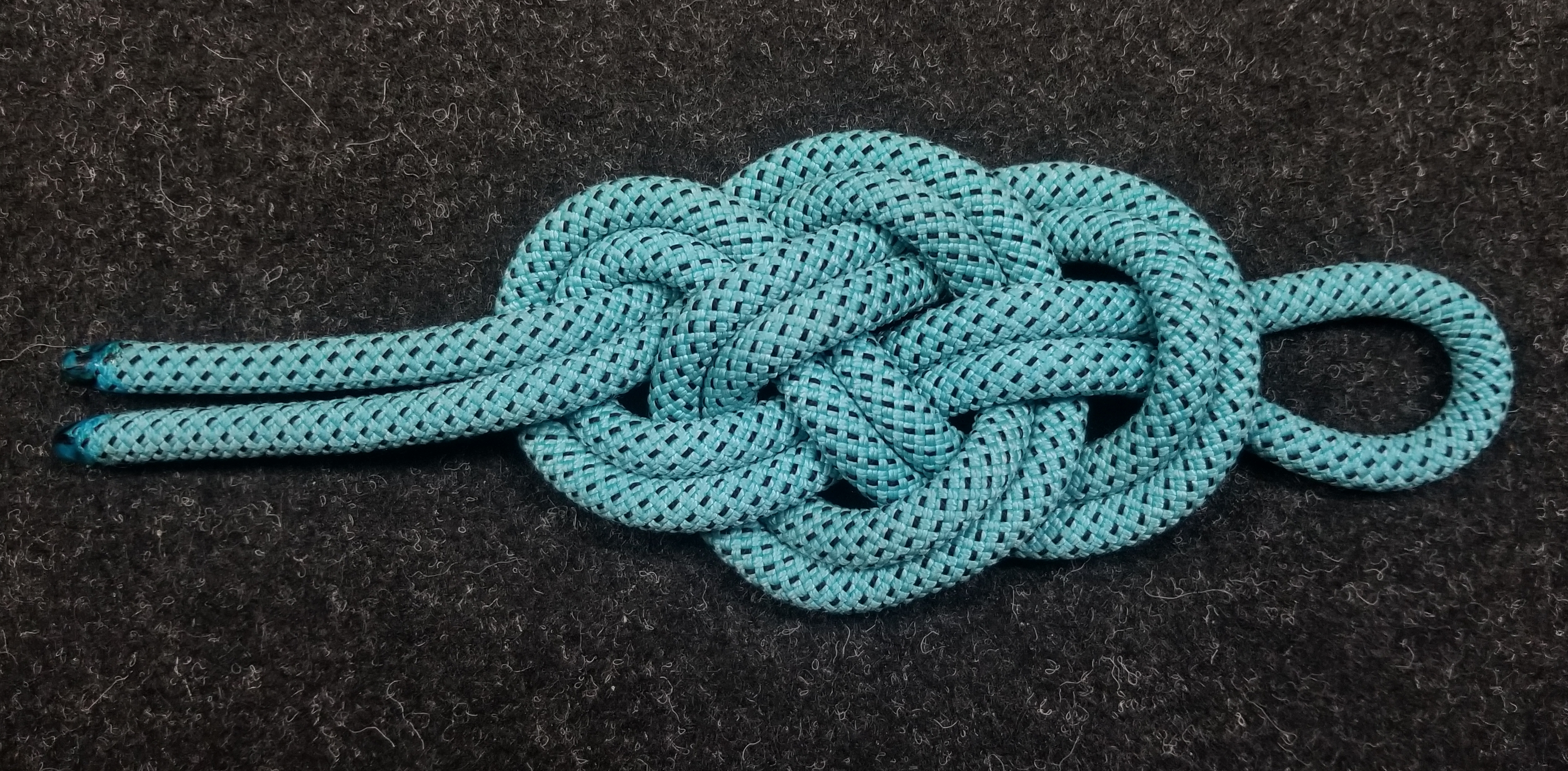
Der Hohenzollernknoten ist ein Knoten aus der Schifffahrt, der historisch als Abzeichen diente und auch im Makramee zu finden ist. Er ist ein Flachplatting.
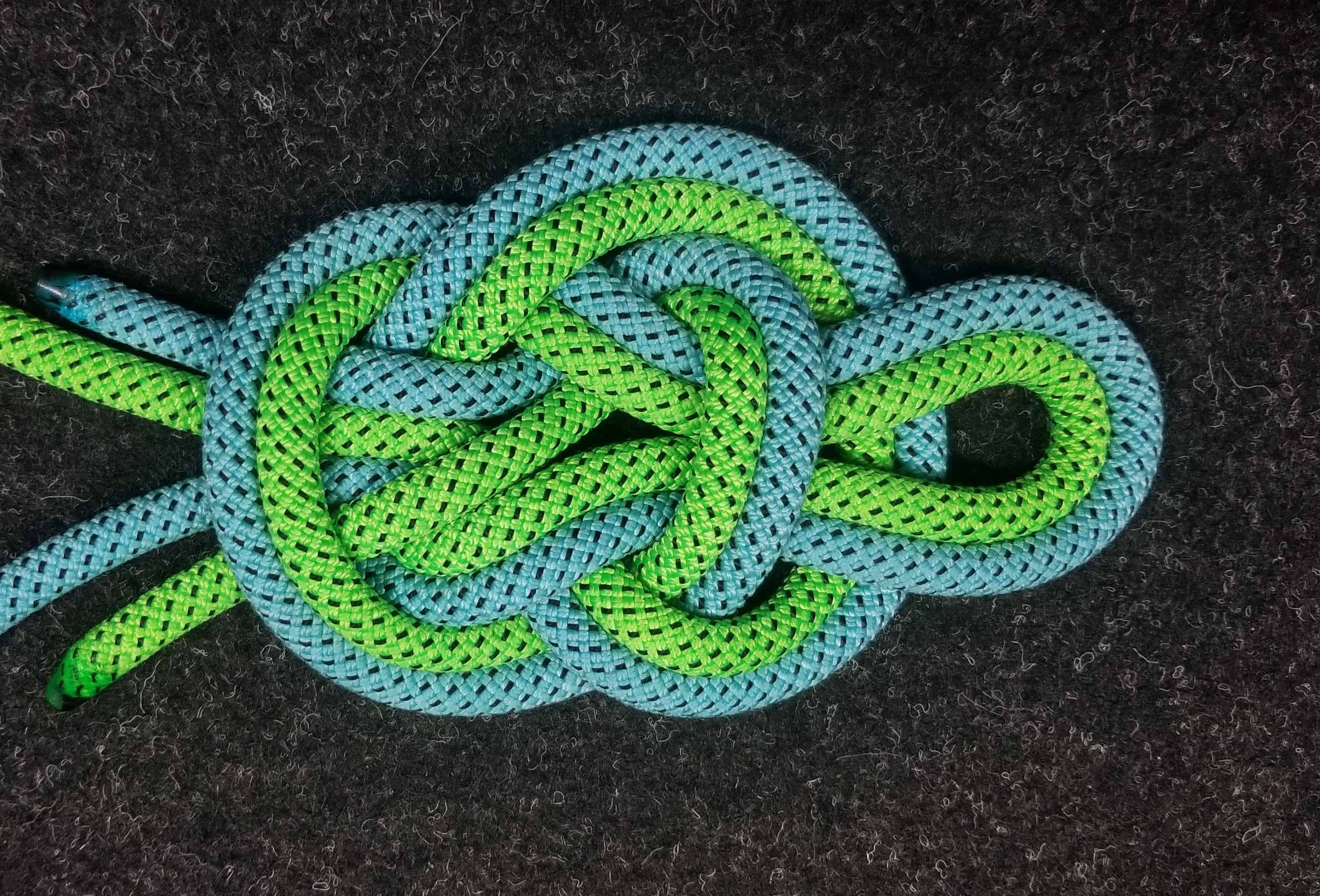
Knüpft man den Flaschenknoten mit zwei Strängen, erhält man einen schönen Abzeichenknoten.
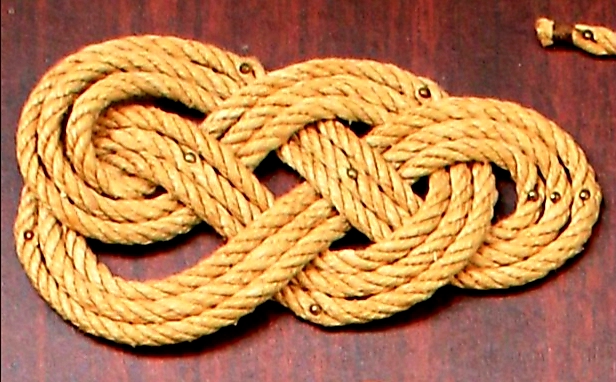
Hennepin
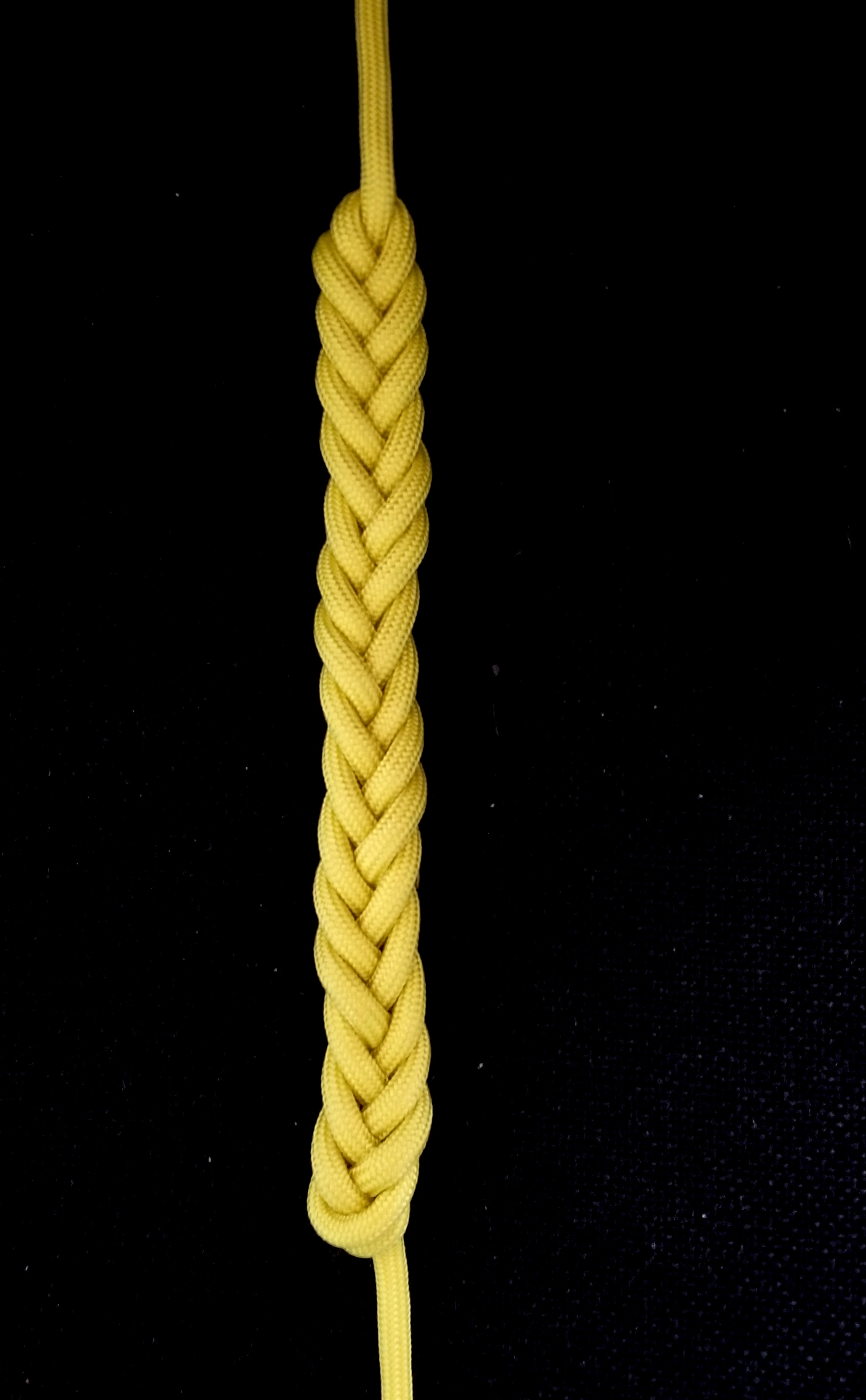
Ein-Strang-Doppeldrehung-Zopfknoten oder auch Twistplatting genannt.
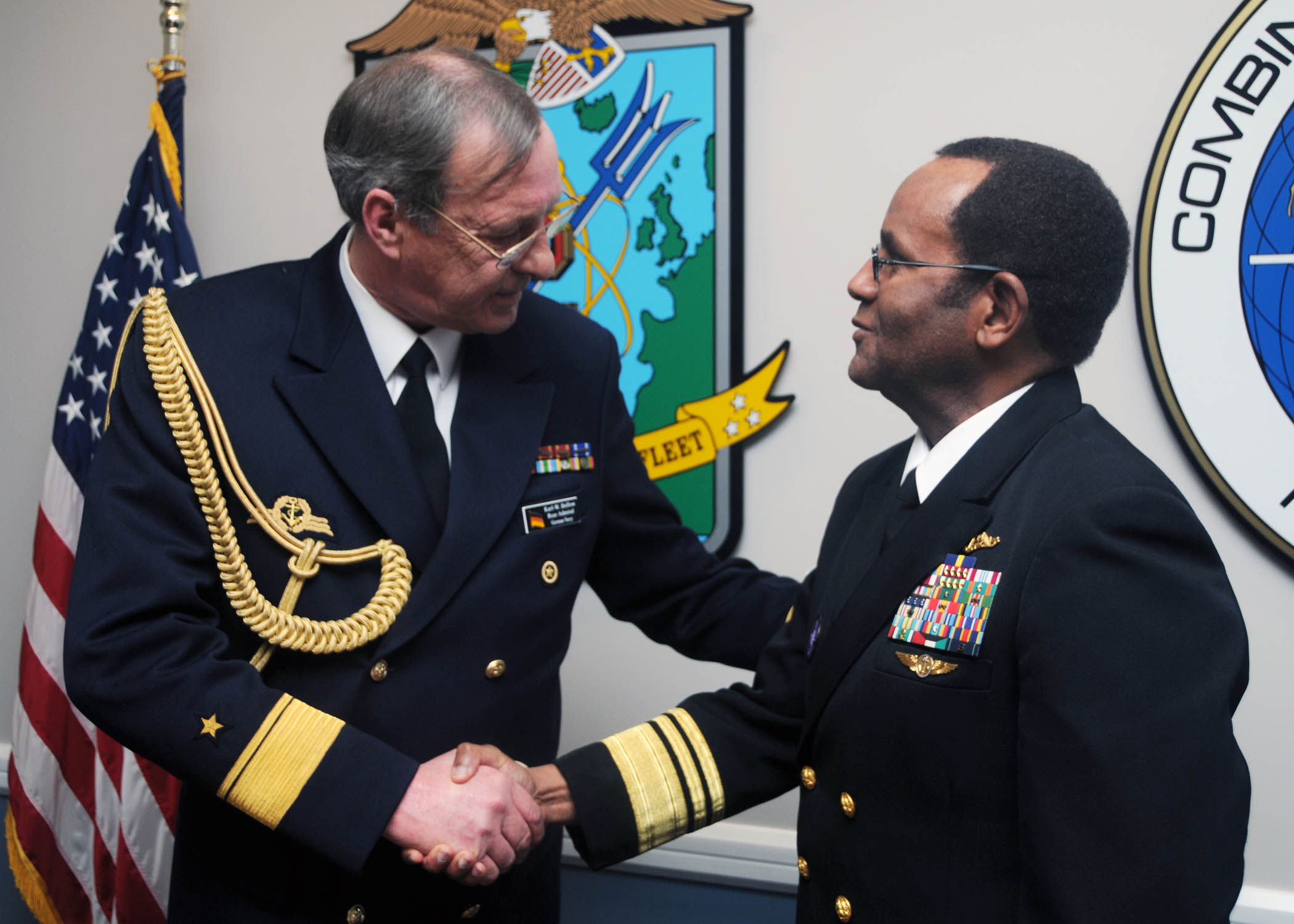
Beim Militär werden andere Abwandlungen als Achselschnur (Schulterschnur) bezeichnet. In der Bundeswehr wird die Achselschnur Fangschnur genannt. Hier im Bild ein deutscher Militärattaché mit Fangschnur (links), 2010.
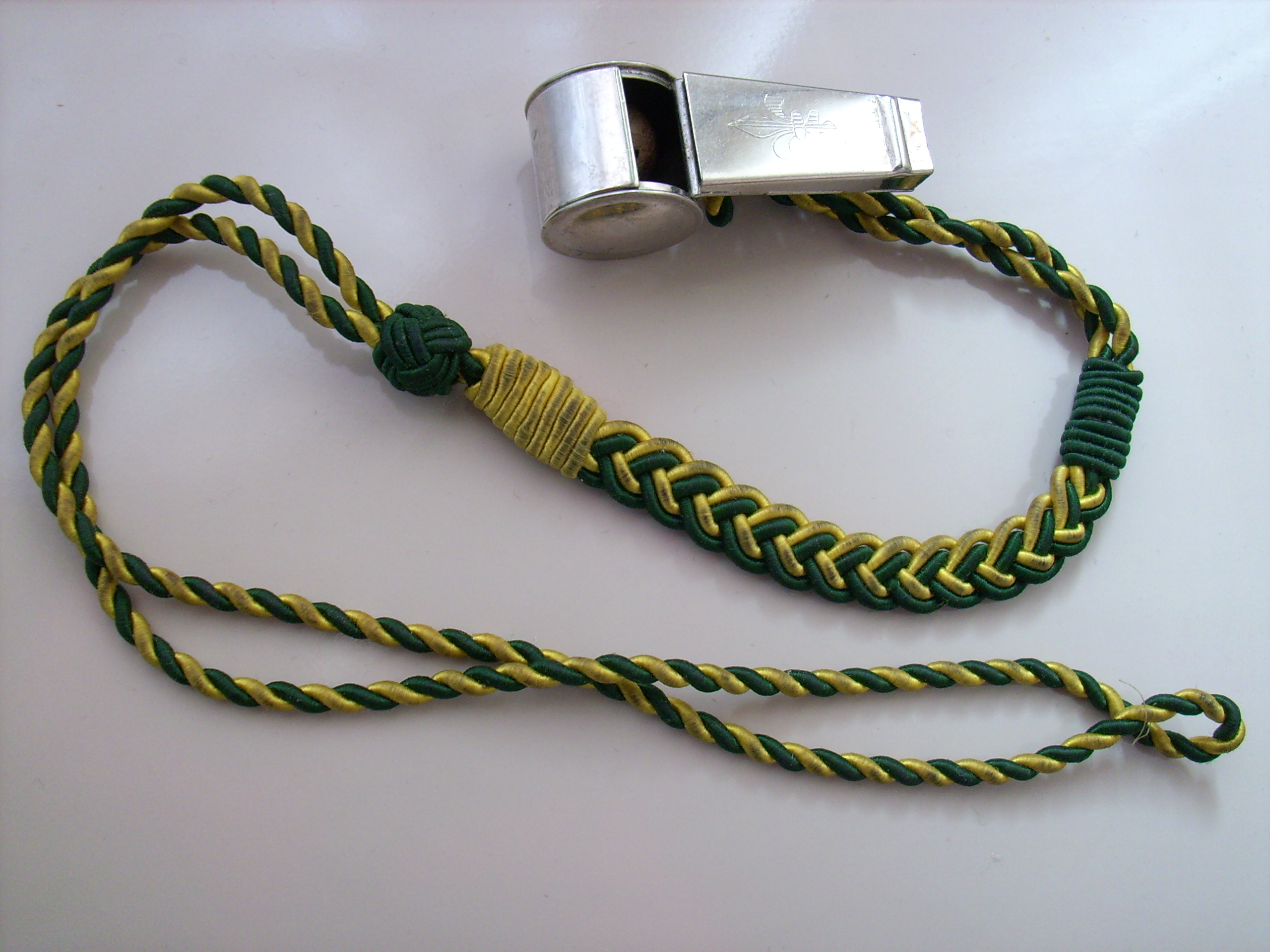
Platting an einer Pfeifenschnur
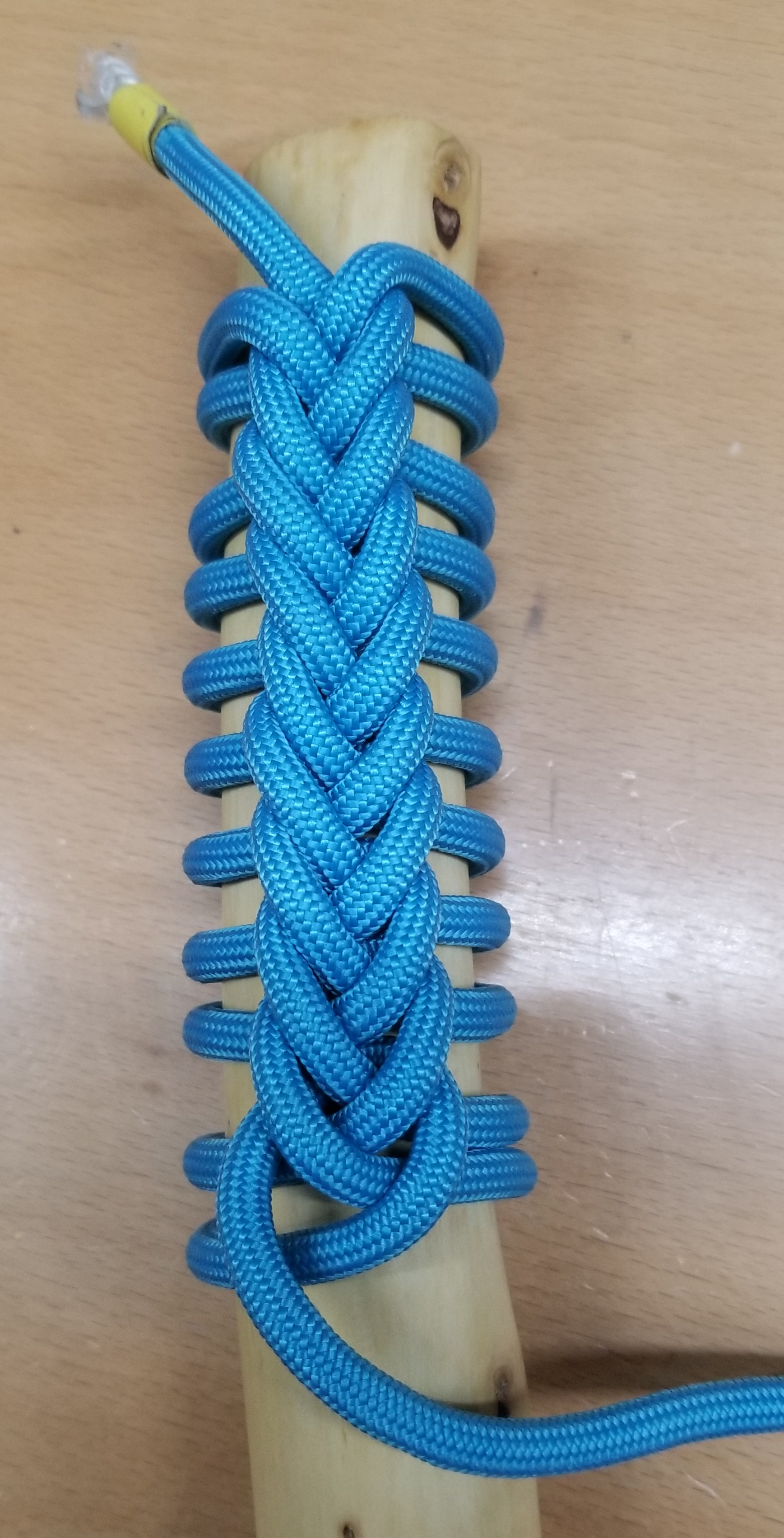
Ringbolzenknoten (auch Einzel-Strang-Schweinsrücken genannt) Ringbolzenknotung
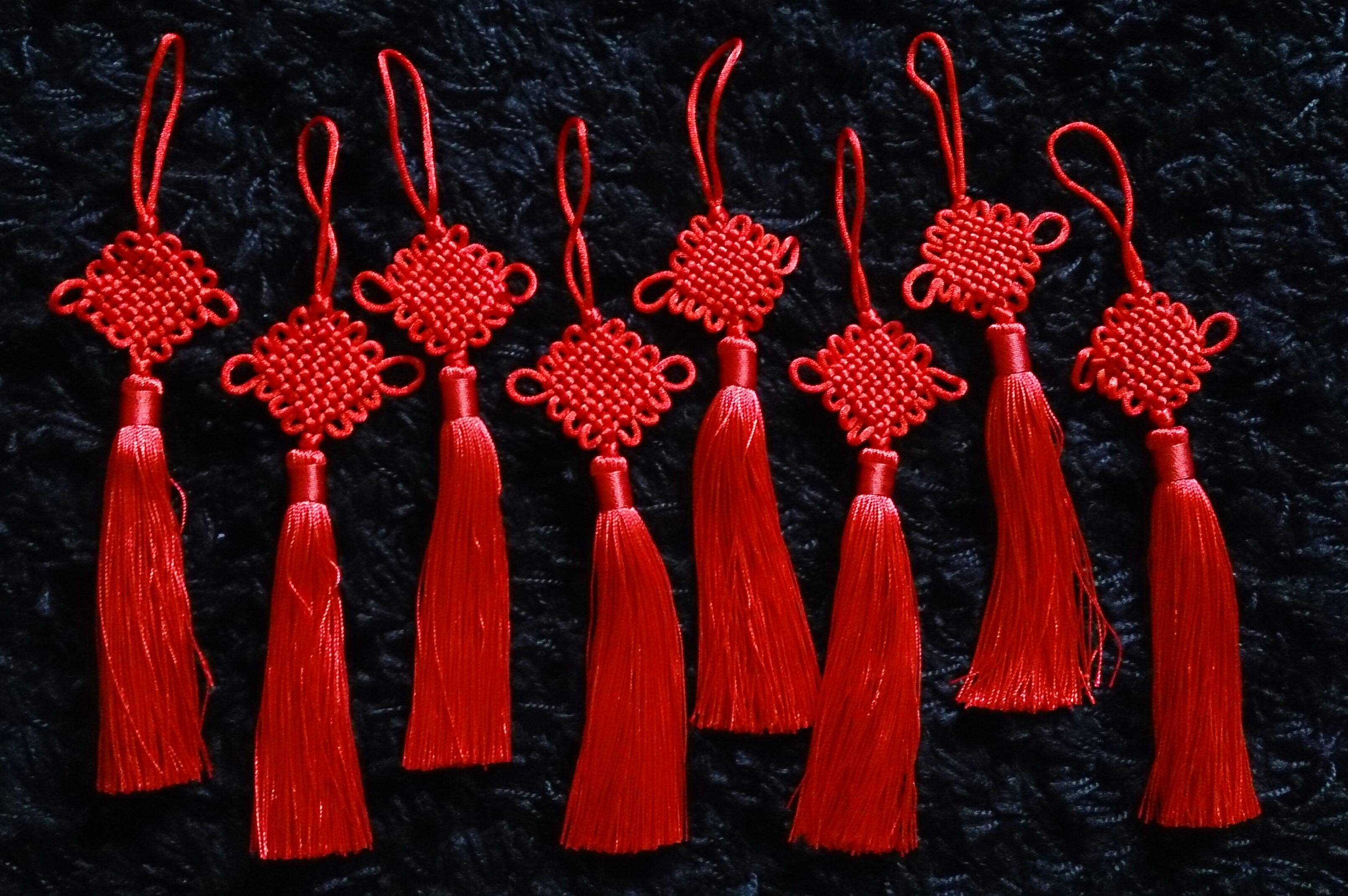
Chinesische Knoten, zur Dekoration von Kostümen, Lampen, Vasen usw.
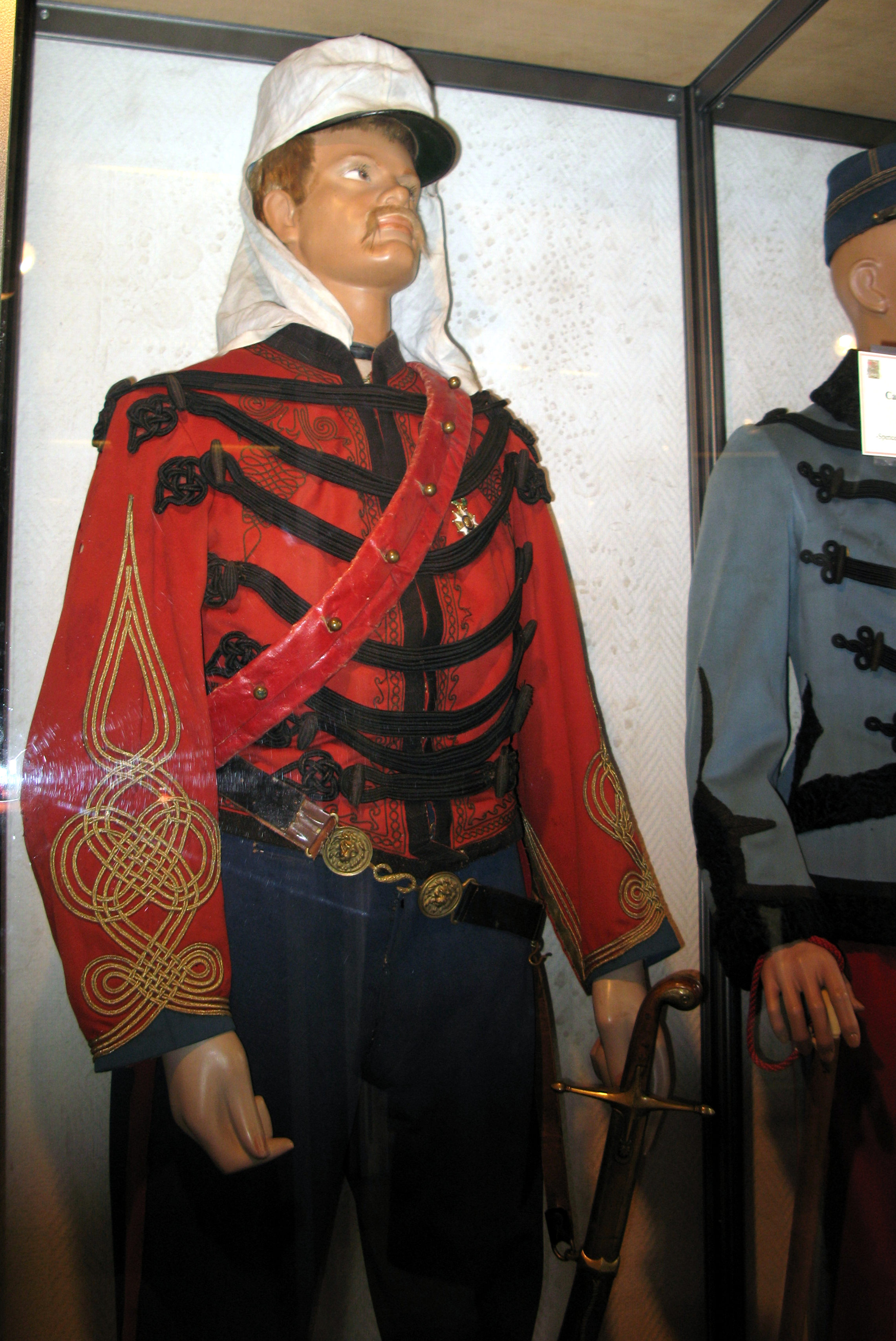
Ungarischer Knoten, als Verzierung von Brust und Ärmeln einer Spahi-Uniform
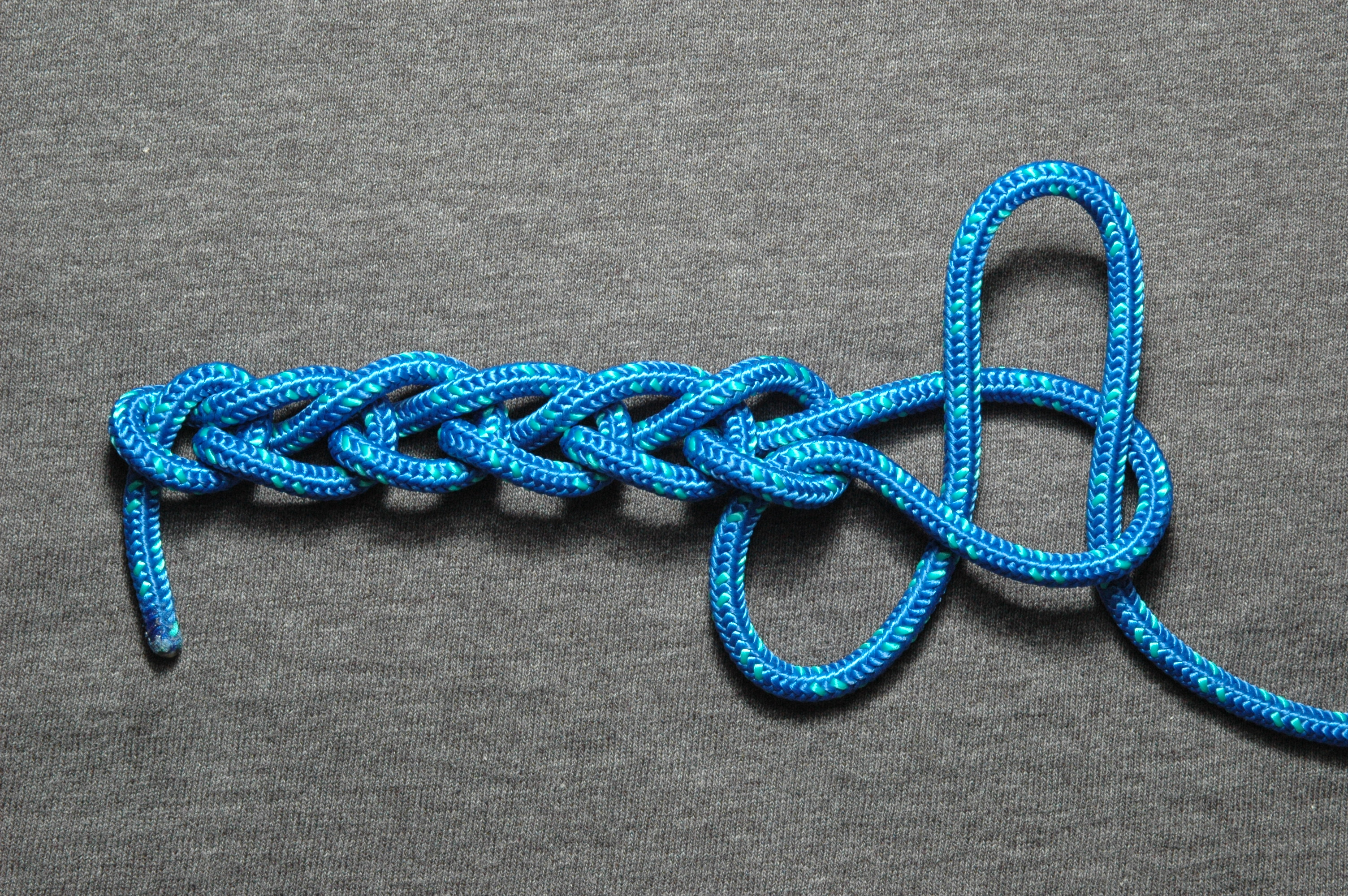
Kettenstek-Muster
Keltenkreuz mit Flachplatting-Muster
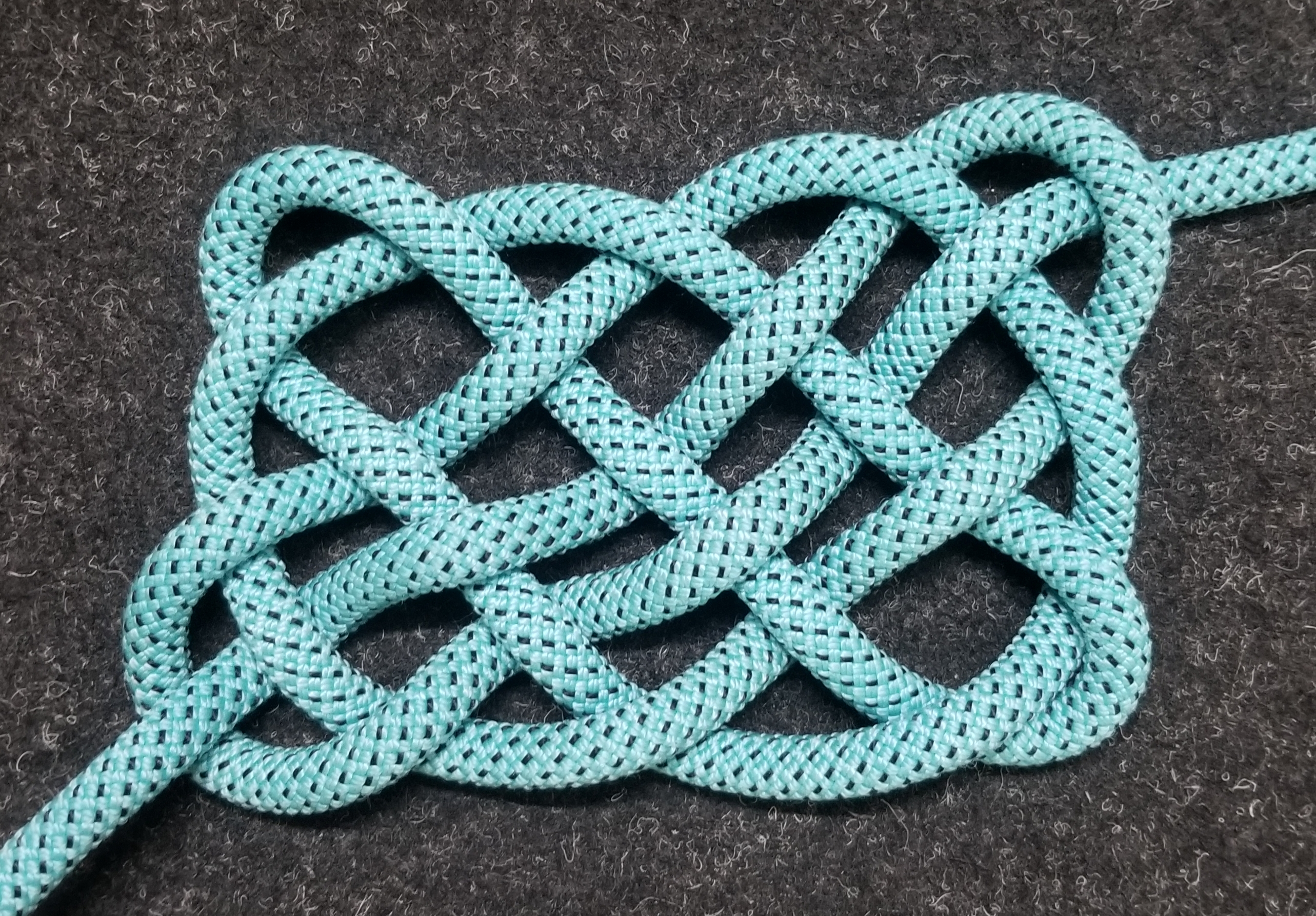
Knotenmuster wie beim Keltenkreuz